# Лихай (окръг, Пенсилвания)
Окръг Лихай (на английски: Lehigh County) е окръг в щата Пенсилвания, Съединени американски щати. Площта му е 904 km², а населението - 366 494 души (2017). Административен център е град Алънтаун.